# Joaquín (padre de María)
Joaquín (significa «aquel a quien Yahveh levantó»; en hebreo, יְהוֹיָקִים‎, Yəhôyāqîm; en griego, Ἰωακείμ, Iōākeím) fue el marido de Ana y el padre de María, Madre de Jesús, de acuerdo con la tradición católica, ortodoxa y anglicana. La historia de Joaquín y Ana apareció por primera vez en el evangelio apócrifo de Santiago. Joaquín y Ana no son mencionados en la Biblia. Su festividad en el rito romano es el 26 de julio, fruto de los cambios del Concilio Vaticano II.

## En la tradición cristiana

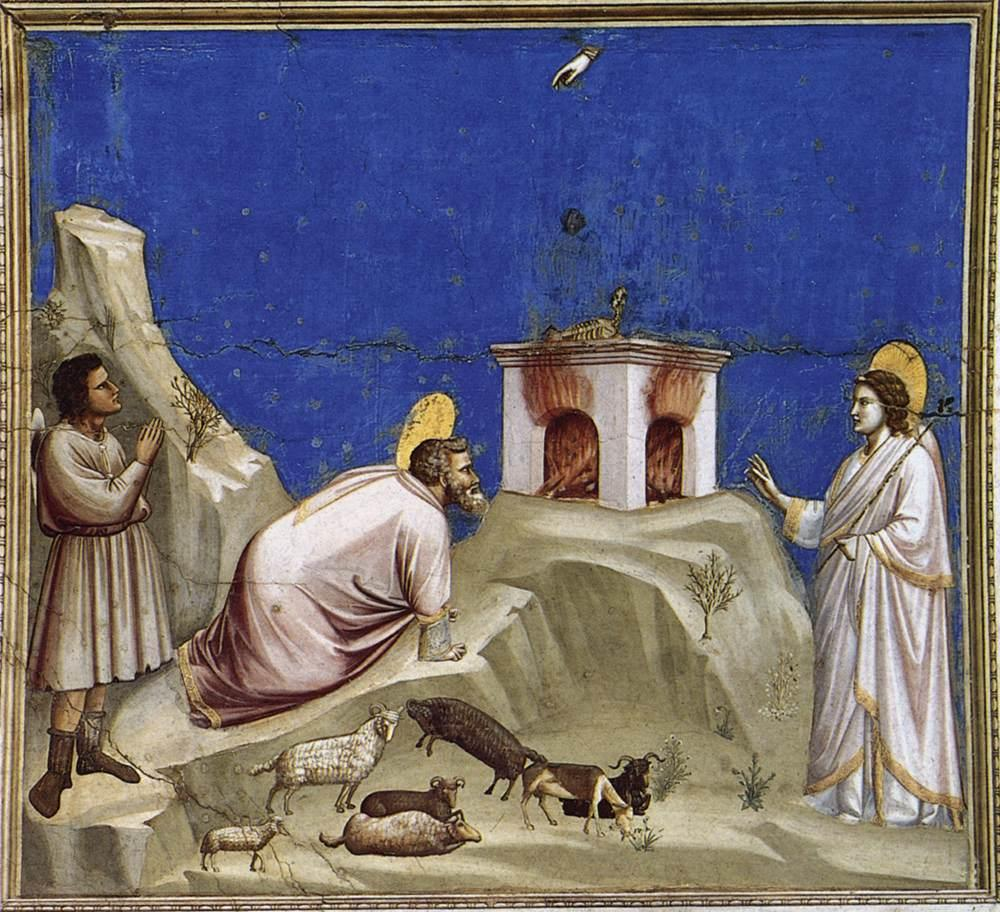
El sacrificio de Joaquín, pintura de Giotto, primera década del (Capilla de la Arena, Padua)

Las genealogías de Jesús en los evangelios de Mateo y Lucas no especifican el nombre de los padres de María, pero parece que nombran a dos padres diferentes para su esposo José. Muchos académicos, empezando por Juan Damasceno en el siglo VIII, y sobre todo los académicos protestantes, han argumentado que la genealogía del Evangelio de Lucas es el árbol familiar de María y que su padre se llamaba Helí. El Talmud de Jerusalén también habla de María como hija de Helí. Se ha argumentado que Helí, Eliaquim y Joaquín son versiones del mismo nombre.
Para resolver el problema de que el padre de José sea distinto en ambos evangelios canónicos (uno descendiente de Salomón, hijo de David; y otro descendiente de Natán, hijo de David) una tradición del siglo VII especificó que Helí era primo-hermano de Joaquín.
De acuerdo con la tradición, Ana nació en Belén, región de Judea, y se casó con Joaquín, que era de Nazaret, región de Galilea. Ambos eran descendientes del rey David.
En el Protoevangelio de Santiago, Joaquín es descrito como un hombre rico y piadoso, que solía dar donativos a los pobres y a la sinagoga de Séforis. Según la tradición, vivieron primero en la región de Galilea y, posteriormente, se asentaron en Jerusalén, en la región de Judea.
No obstante, el sumo sacerdote rechazó a Joaquín y a su sacrificio animal en el templo porque su falta de hijos fue interpretada como un signo de desaprobación divina. Joaquín se fue al desierto y ayunó durante cuarenta días como penitencia. Unos ángeles se aparecieron tanto a Joaquín como a Ana para decirles que tendrían un hijo. Tras esto, Joaquín regresó a Jerusalén y abrazó a Ana en una puerta de la ciudad. Había una creencia antigua de un hijo nacería de una mujer mayor y que estaría destinado a hacer grandes cosas. En el Antiguo Testamento se cuenta una historia similar de otra mujer llamada Ana, que fue la madre del profeta Samuel.

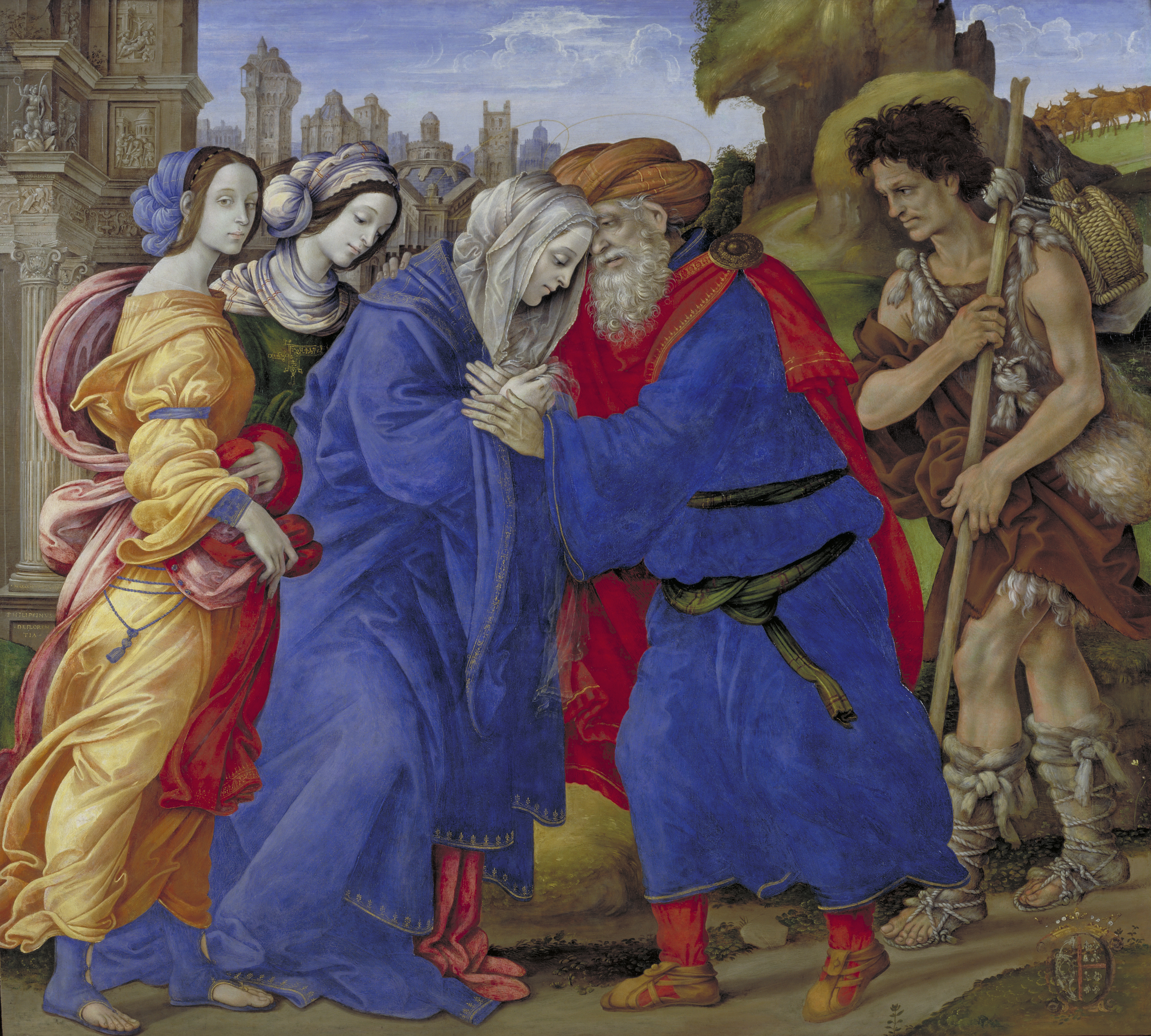
Joaquín y Ana encontrándose ante la Puerta Dorada de Jerusalén, pintura de Filippino Lippi, 1497 (Galería Nacional de Dinamarca, Copenhague)

Joaquín y Ana encontrándose en la Puerta Dorada es un tema popular en las representaciones artísticas religiosas.
La historia de Joaquín y Ana se encuentra también en la Leyenda áurea, hagiografía muy popular en la Edad Media, y ha sido muy representada en el arte cristiano, incluso cuando el Concilio de Trento limitó la representación de los evangelios apócrifos. 
No se añadió ninguna celebración litúrgica de san Joaquín en el Calendario Tridentino. Fue añadida al Calendario romano general 1584 para su celebración el 20 de marzo, el día después de la festividad de san José. En 1738 se trasladó la festividad al domingo posterior a la Octava de la Asunción de María.
Para fomentar la liturgia de los domingos, el papa Pío X trasladó la festividad al 16 de agosto, el día después de la Asunción, por lo que Joaquín sería recordado junto con la celebración del triunfo de María. En el Calendario romano general de 1954 se consideraba festividad doble de segunda clase. En el Calendario romano general de 1960 la consideró una festividad de segunda clase. En la revisión de 1969 del Calendario romano general se unió esta festividad con la de santa Ana, que tiene lugar el 26 de julio. El 28 de mayo de 1906, el Papa San Pío X introdujo la indulgencia de 300 días, que puede obtenerse una vez al día, por cada invocación de "San Joaquín, esposo de Santa Ana y padre de la Santísima Virgen".
La Iglesia ortodoxa y la Iglesia ortodoxa griega conmemoran el 9 de septiembre la Sinaxis de Joaquín y Ana, el día después de la Natividad de Theotokos.
La devoción a san Joaquín es moderna, mientras que la de santa Ana es más antigua, al menos data del siglo VI. También hay escritos de sor María de Jesús de Ágreda y la beata Ana Catalina Emmerich que hablan sobre Joaquín y Ana, aportando detalles que no están en los evangelios canónicos.[cita requerida]

## Patronazgo y lugares

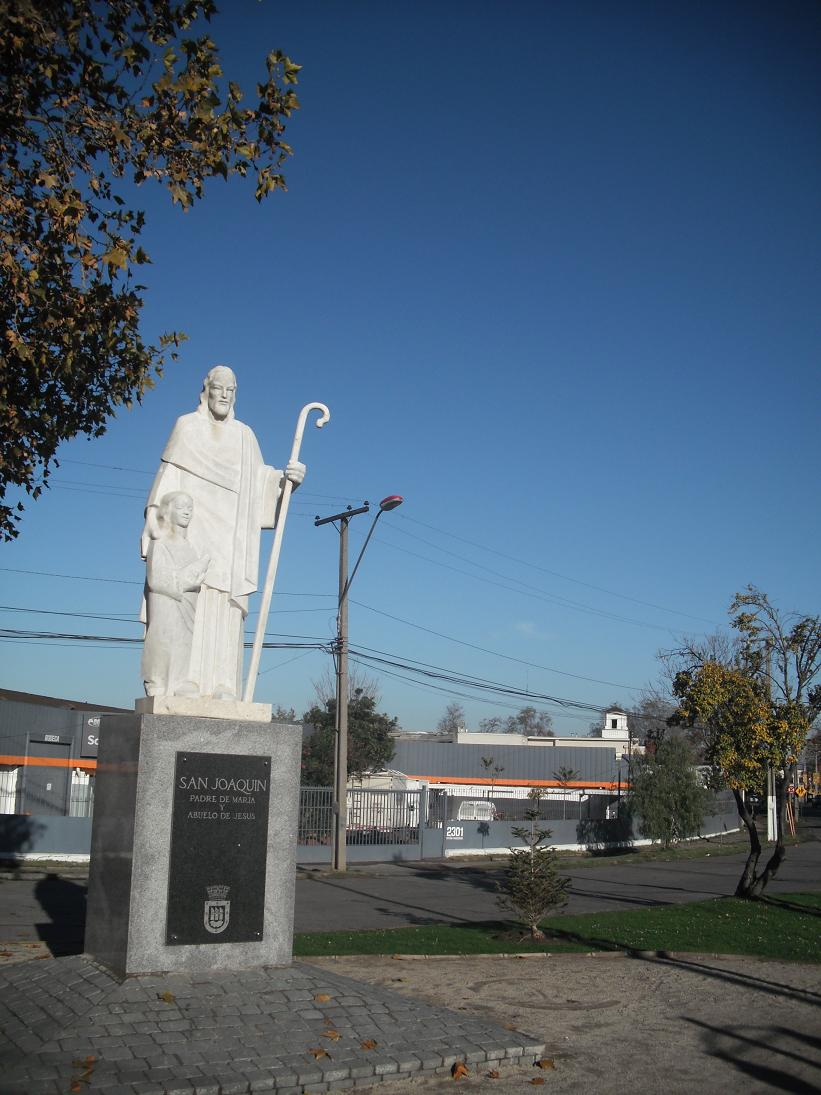
Estatua de san Joaquín en la comuna que lleva su nombre, en Santiago, Chile

San Joaquín es el santo patrón de los padres, los abuelos, los casados, los ebanistas y los fabricantes de lino.
Además es patrón de numerosos barrios, localidades y regiones de países de tradición cristiana, como Albalá (provincia de Cáceres, España), Bigastro (provincia de Alicante, España), la comuna de San Joaquín (Región Metropolitana de Santiago de Chile), San Joaquín (Flores) Costa Rica, San Joaquín (provincia de Córdoba, Argentina), San Joaquín (departamento del Beni, Bolivia), San Joaquín (departamento de Santander, Colombia, Barrio San Joaquín (Valledupar, Colombia), Fasnia en Tenerife (España), San Joaquín (Carabobo, Venezuela), o el barrio de San Joaquín del municipio de Yanga (Veracruz de Ignacio de la Llave, México)[cita requerida], San Joaquín (Mahates. departamento de Bolivar, Colombia.).  
Además da nombre a muchos lugares. En el siglo XIX, el explorador español Gabriel Moraga llamó a un río de Norteamérica San Joaquín. Este río dio nombre al valle de San Joaquín (California, Estados Unidos).

## En el islam
La familia de Imrán (en árabe: آل عمران‎) es el tercer capítulo del Corán, titulado así en honor de Joaquín. Imrán es como los árabes llaman a la figura de Amram, el padre de Moisés y Aarón. Los musulmanes consideran que Imrán, a través de Aarón, es ancestro de María y Jesús. Con el mismo nombre de Imrán, Joaquín es mencionado en el Corán.
A Abu Tálib, el tío de Mahoma y el padre de Alí, también se le llama Imrán y fue el padre de Tálib.
En 19:28 del Corán, el académico musulmán Ibn Kathir dice en su obra Tafsir ibn Kathir que a Musa se le llama Aarón (" '¡Oh, hermana de Harún!'. Esto significa, 'Oh, similar a Harún [Aarón] en veneración' ") porque desciende de él. Del mismo modo que se dice "¡Oh, hermano de Mudar!" para alguien que proviene de la tribu Mudari. También se ha dicho que la comparación con Aarón es porque es semejante en abstinencia y veneración.
La figura de Imrán es venerada por los musulmanes por ser el padre de María y el abuelo de Jesús y también por ser uno de los Profetas de Dios, como también lo fue Zacarías. Según la tradición, la mujer de Imrán sería Hánnah, que en la Iglesia católica recibe el nombre de Ana.